# Есен (Аверон)
Есен (фр. Ayssènes) насеље је и општина у јужној Француској у региону Миди Пирене, у департману Аверон која припада префектури Мијо.
По подацима из 2011. године у општини је живело 213 становника, а густина насељености је износила 9,2 становника/km². Општина се простире на површини од 23,14 km². Налази се на средњој надморској висини од 356 метара (максималној 983 m, а минималној 262 m).

## Демографија
| 1962. | 1968. | 1975. | 1982. | 1990. | 1999. | 2011. |
| ----- | ----- | ----- | ----- | ----- | ----- | ----- |
| 396   | 431   | 343   | 309   | 248   | 226   | 213   |

График промене броја становника у току последњих година